# Oakley, Inc.
Oakley, Inc. é uma empresa norte-americana com sede em Foothill Ranch, Califórnia, e uma subsidiária autônoma da Luxottica. A empresa projeta, desenvolve e fabrica equipamentos de desempenho esportivo e itens de estilo de vida, incluindo óculos de sol, óculos de segurança, óculos de grau, viseiras esportivas, máscaras de esqui/snowboard, relógios, vestuário, mochilas, calçados, armações ópticas e outros acessórios. A maioria dos produtos é projetada internamente na sede da empresa, mas alguns países possuem designs exclusivos adaptados aos seus mercados. Atualmente, a Oakley detém mais de 600 patentes relacionadas a óculos, materiais e equipamentos de desempenho.

## História

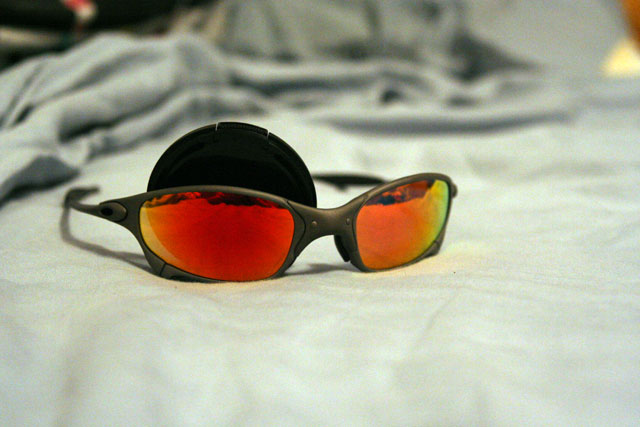
Oakley Juliet com lentes ruby iridium.

A Oakley foi iniciada em 1975 por Jim Jannard em sua garagem, com um investimento inicial de U$300. O nome Oakley foi dado em homenagem ao cão de Jim Jannard, um Setter inglês. Jannard inicialmente vendia em eventos de motocross o que ele chamava de "The Oakley Grip". Jannard também vendia borrachas para guidão de motocicletas. O material utilizado no produto era chamado de "Unobitanium", uma criação própria de Jannard que não escorregava da mão dos pilotos quando molhado. O Unobitanium é até hoje usado nos óculos da Oakley, principalmente no suporte do nariz.
Algum tempo depois, Jannard percebeu que somente a venda das borrachas para os guidões não havia trazido tanto sucesso para a marca. Em 1980, Jannard lançou um novo par de óculos chamado O-Frame, com o logotipo da marca na alça para que fosse reconhecida, porém não obteve sucesso com o lançamento, que foi extinto tempos depois. Em 1984 a Oakley lança um óculos escuros chamado Eyeshade, que era feito de plástico e tinha lentes removíveis. Esses óculos foram popularizados por Greg LeMond, vencedor do Tour de France, e outros ciclistas profissionais. A Oakley começou a introduzir novos modelos de óculos de sol, entre eles o Blade, o Razor Blade, Frogskins e Mumbos, que depois evoluiram para a série de óculos M-Frame.
A Oakley assinou em setembro de 2004 um acordo de quatro anos para a fabricar os óculos utilizados na Fox Racing. Esses óculos são comercializados com o nome de Fox Eyewear.
Em 2006, a Oakley adquiriu o grupo Oliver Peoples, uma fabricante de óculos de luxo.
Em 21 de julho de 2007, o grupo italiano Luxottica anunciou um plano de fusão com a Oakley em um negócio de U$2,1 bilhões. Em 15 de novembro de 2007 a fusão foi concluída.

## Linha do tempo

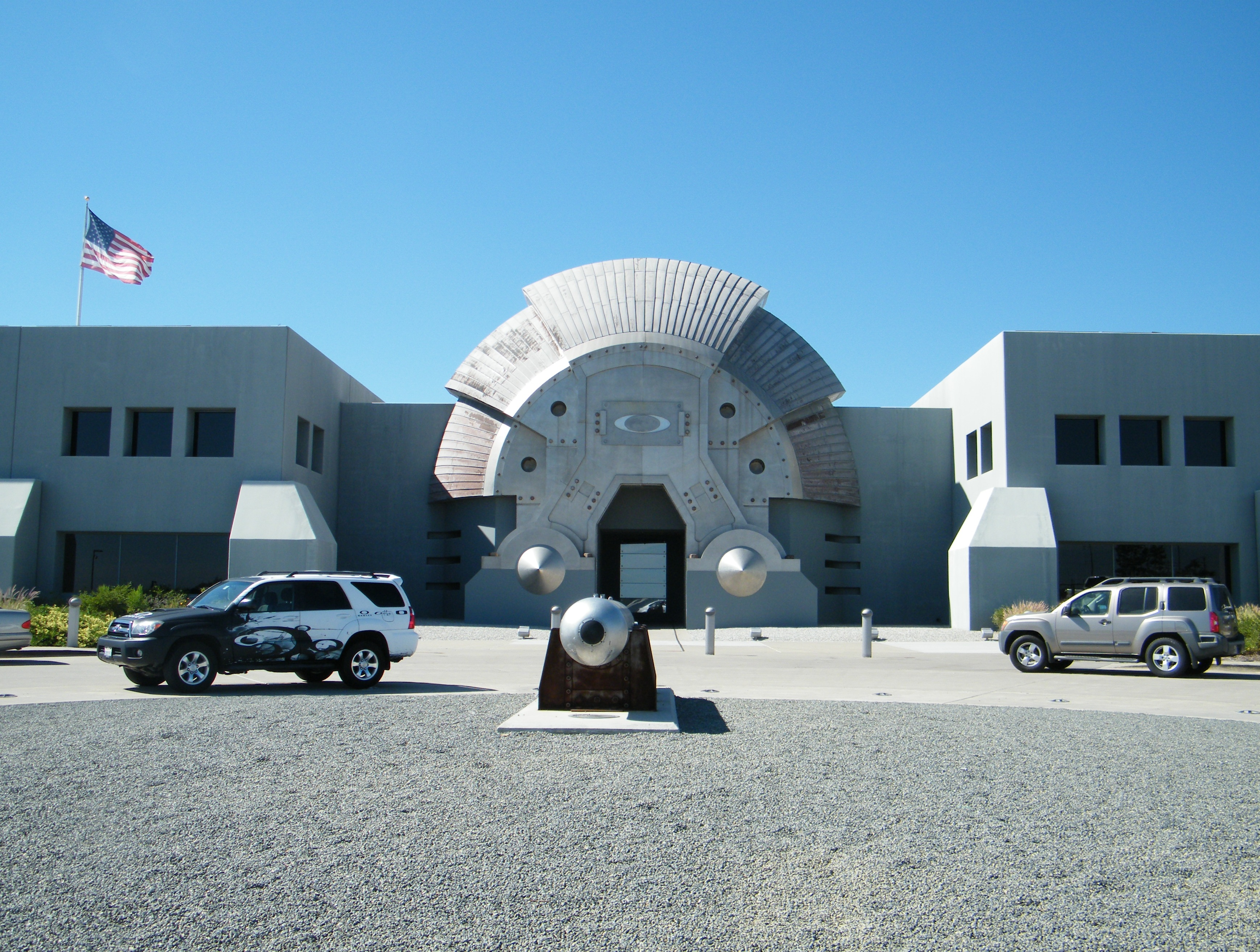
Sede da Oakley em Foothill Ranch na Califórnia, Estados Unidos.

- 1993 - RX Division, divisão de prescrição da OAKLEY para atuar em três áreas: as lentes solares com prescrição, as armações de receituário e o laboratório que atende todo o mercado norte-americano.
- 1998 - Lançamento da mochila Icon Backpack com alta tecnologia, desenvolvida para esportes radicais como alpinismo. Também neste mesmo ano a marca introduziu seus primeiros calçados esportivos chamados O Shoes, vendidos ao preço de US$ 125; além de seus primeiros relógios de pulso chamados Time Bomb, com preços que variavam entre US$ 1.300 e US$ 1.500.
- 2002 - Assault Boot, espécie de bota de assalto para combate, feitas primeiramente a pedido do exército dos Estados Unidos, para serem utilizadas pela Força Especial de Elite (Elite Special Force). A bota era confeccionada com material extremamente leve e antifogo, possuindo sistema anti-shock e design atlético.
- 2004 - Thump, primeiro modelo de óculos eletrônico da indústria mundial, integrado a um MP3 Player. O design revolucionário integrava harmoniosamente um aparelho de áudio e fones de ouvido diretamente em uma armação. Não havia mais fios, somente óptica de alta performance moldada com um mecanismo de áudio digital de última geração. Um sucesso de vendas nos Estados Unidos.
- 2005 - Razrwire, primeiro óculos do mundo com capacidade para conectar-se à celulares habilitados com tecnologia Bluetooth e wireless (sem fios), produzido em parceria com a Motorola.
- 2006 - O ROKR, óculos com telefone e tocador de mp3, desenvolvido, mais uma vez, em parceria com a Motorola, utilizando a tecnologia Bluetooth. Além de fazer e receber as ligações, o dispositivo também permite receber canções estéreo no celular, enviados por tocadores de música ou outros dispositivos equipados com essa tecnologia.
- 2007 - Lançamento da primeira linha de óculos exclusivamente voltada para mulheres.

## Galeria de imagens

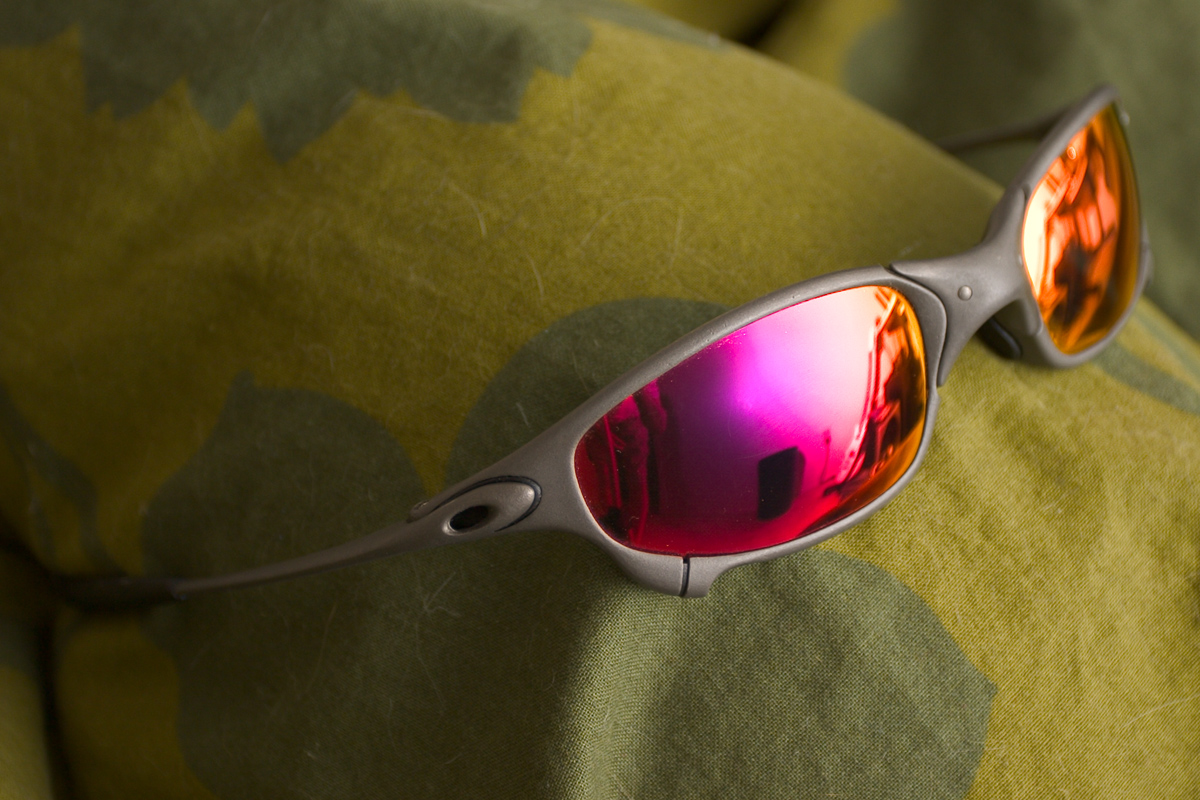
Modelo Juliet, fabricado com número de série
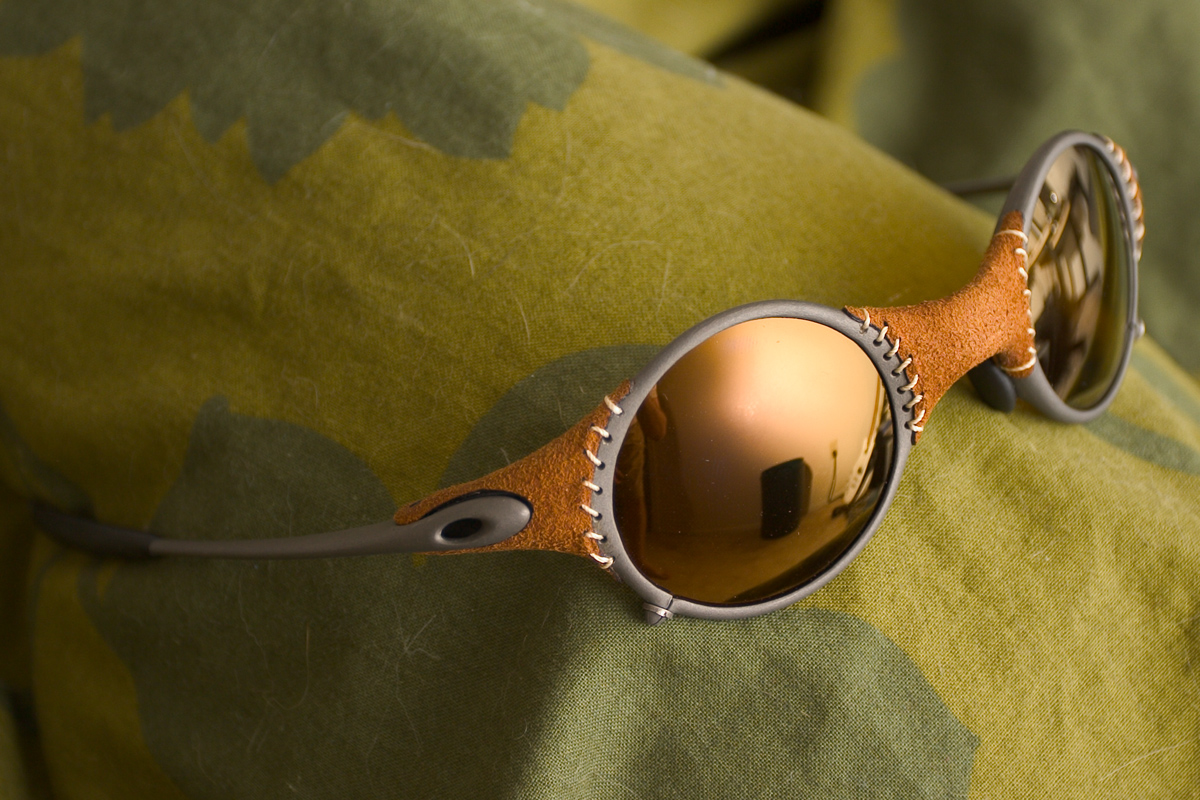
Oakley Mars
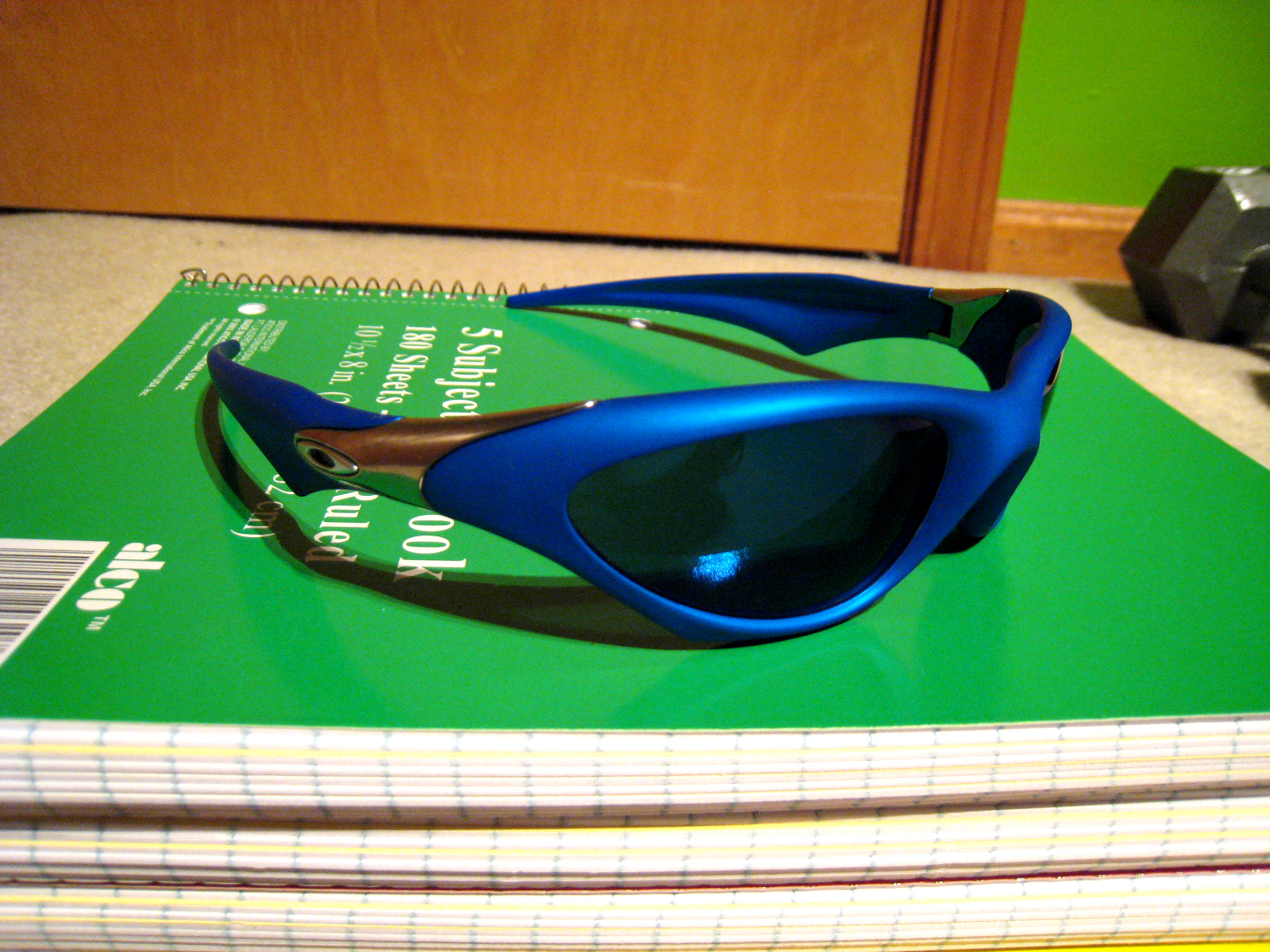
Oakley Scar
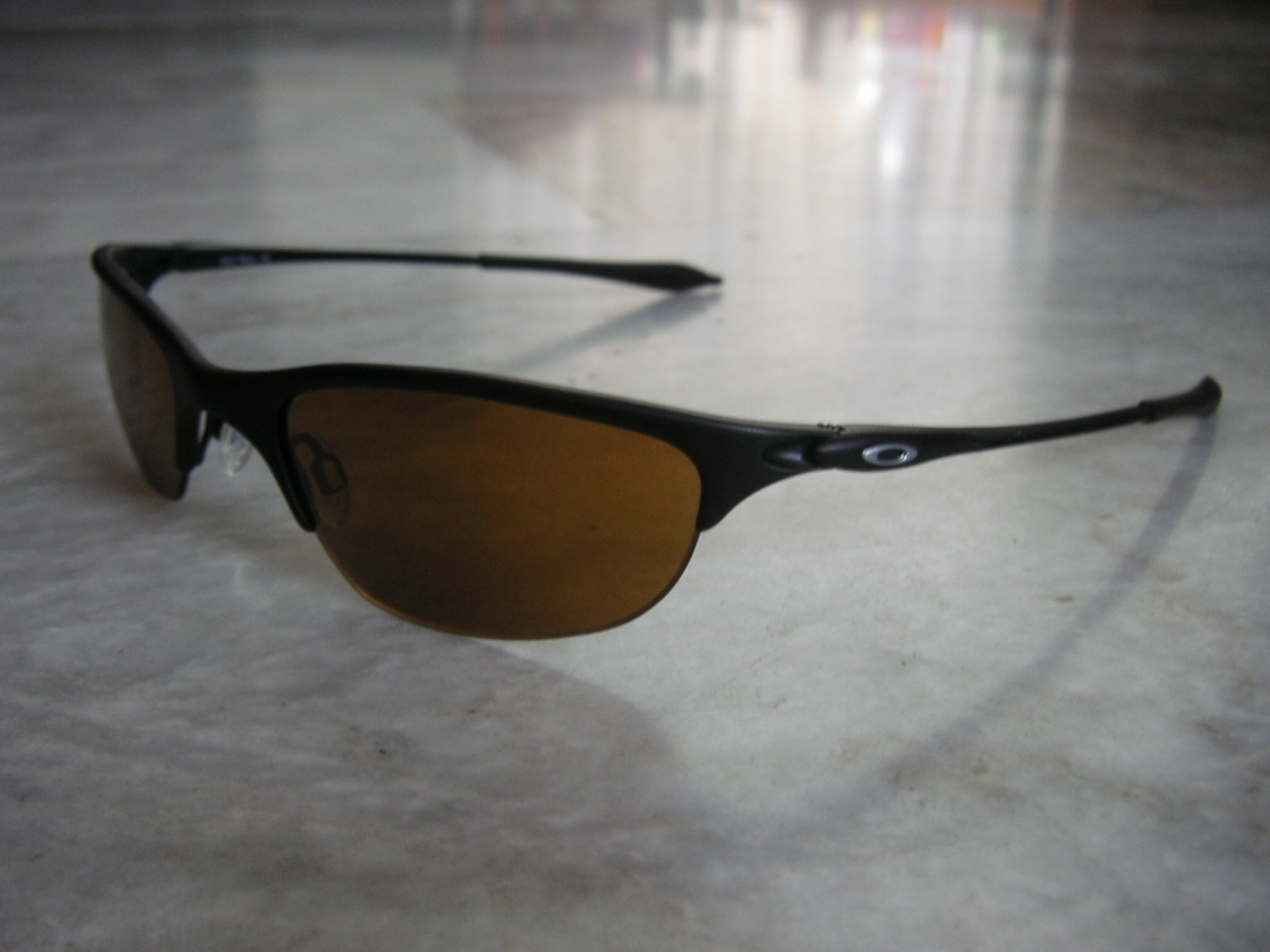
Oakley Half Wire